# Zhoukou
Zhoukou (周口; pinyin: Zhōukǒu) er en kinesisk by på præfekturniveau i provinsen Henan i det centrale Kina ved sammenløbet af floderne Jialu og Shaying. Præfekturet har et areal på 	11,959 km2, og befolkningen anslås (2004) til 10,75 millioner mennesker.

## Administrative enheder
Administrativt består Zhoukou af et bydistrikt, et byamt og otte amter:
- Bydistriktet Chuanhui (川汇区), 141 km², 370.000 indbyggere;
- Byamtet Xiangcheng (项城市), 1.083 km², 1,18 millioner indbyggere;
- Amtet Fugou (扶沟县), 1.163 km², 710.000 indbyggere;
- Amtet Xihua (西华县), 1.208 km², 910.000 indbyggere;
- Amtet Shangshui (商水县), 1.325 km², 1,18 millioner indbyggere;
- Amtet Taikang (太康县), 1.761 km², 1,35 millioner indbyggere;
- Amtet Luyi (鹿邑县), 1.248 km², 1,16 millioner indbyggere;
- Amtet Dancheng (郸城县), 1.490 km², 1,3 millioner indbyggere;
- Amtet Huaiyang (淮阳县), 1.467 km², 1,36 millioner indbyggere;
- Amtet Shenqiu (沈丘县), 1.082 km², 1,23 millioner indbyggere.

I 1938 blev området oversvømmet og raseret af et dæmningsbrud forårsaget af hæren.
33°38′N 114°38′Ø / 33.633°N 114.633°Ø